# Genocide Organ
Genocide Organ ist eine vierköpfige Band aus Deutschland, die ihr erstes Werk Leichenlinie 1989 veröffentlichte. Die Musikgruppe wurde 1985 in Mannheim gegründet. Zugeordnet wird sie am ehesten den Genres Power Electronics und Post-Industrial.
Genocide Organ gelten als musikalische Vorbilder für viele heutige Industrial-Gruppen. Ihre provokanten Auftritte und Veröffentlichungen führten und führen bewusst zu Konfusionen. Sie verfolgen hier eine genretypische medienwirksame Strategie, die nicht unbedingt als die private Meinung der Musiker angesehen werden kann.
Die Mitglieder der Gruppe geben sich auf ihren Veröffentlichungen anonym, tragen alle Künstlernamen, „gleichwohl im Netz längst Klarnamen und Verbindungen zum Mannheimer TESCO-Label zu finden sind, welches bislang auch alle GO-Alben herausgebracht hat“. Klaus Hilger etwa Wilhelm Herich und Michael Rief ist als Brigant Moloch auch Kopf von Anenzephalia. Doc M. Riot und D.A.X sind die Künstlernamen weiterer Mitglieder. Ein Ex-Bandmitglied (das jetzt mit Diutesc weiter in Erscheinung tritt) nannte sich nach dem Präsidenten des Volksgerichtshofes, Roland Freisler.
Die Bandmitglieder unterhalten einzelne Projekte, wie Anenzephalia. Die oft erwähnte Zusammenarbeit mit der politisch ebenfalls umstrittenen Gruppe Der Blutharsch beschränkte sich darauf, dass Wilhelm Herich bei der zweiten Tour von Der Blutharsch als Gasttrommler und Sänger auftrat. Von ihm stammt auch die bei einem Der-Blutharsch-Konzert getätigte Aussage „Freiheit für Pinochet“, die in diesem Zusammenhang immer wieder erwähnt wird. Der besagte Auftritt aus dieser Tour, welcher in Rostock stattfand, ist auf dem Live-Video Gold gab ich für Eisen (nach dem Slogan Gold gab ich für Eisen) zu sehen.
Viele ihrer früheren Aufnahmen wurden nur streng limitiert veröffentlicht. Leichenlinie von 1989 erschien in einer Auflage von nur 291 Stück, was es bei Sammlern heutzutage entsprechend begehrt macht. Die meisten ihrer Alben und EPs erscheinen beim Mannheimer Label Tesco Organisation.

## Diskografie
- Leichenlinie (LP) (1989)
- Save Our Slaves (LP) (1991)
- Mind Control (LP) (1995)
- Klan Kountry (7inch-Single) (1997)
- Remember (Doppel-LP) (1996 / um einige Stücke erweiterte Neuauflage in einer LP-Box mit T-Shirt und Erstauflage auf CD 2007) (Retrospektive aus verschiedenen Live-Mitschnitten, letztes Album mit R. Freisler)
- The Truth Will Make You Free (LP-Box) (enthält als Bonus das Album Leichenlinie als Erstveröffentlichung auf CD)(1999)
- Genocide Organ (CD) (japanische Veröffentlichung, unveröffentlichtes „Bindeglied“ zwischen Alben Leichenlinie und Save Our Slaves) (2003)
- In - Konflikt (LP/CD) (2004)
- Under-Kontrakt (LP/CD) (2011)

## Belege
1. ↑  Andreas X.: GENOCIDE ORGAN: Under Kontrakt. Die wollen nur spielen ... Nonpop, abgerufen am 30. Juni 2011.
2. 1 2  Andreas Diesel, Dieter Gerten: Looking for Europe. Neofolk und Hintergründe. 2. Auflage. Index Verlag 2007, S. 259f.